# كاميرون فيكرز
كاميرون فيكرز (بالإنجليزية: Cameron Vickers)‏ (26 نوفمبر 1988 في الولايات المتحدة - ) هو لاعب كرة قدم أمريكي في مركز الوسط. لعب مع Dayton Dutch Lions ‏ وفينيكس راسينغ وPhoenix FC ‏ وCapital FC ‏ وSound FC (men) ‏.

## وصلات خارجية
- كاميرون فيكرز على موقع قاعدة بيانات كرة القدم.إي يو (الإنجليزية)